# 이순재
이순재(李順載 또는 李純才, 1934년 11월 16일~)는 대한민국의 배우이며, 1956년 연극 《지평선 넘어》로 처음 데뷔하였다.

## 생애
이순재의 본은 광주(廣州)이며, 1934년 11월 16일 함경북도 회령군에서 출생하였다. 만4살 때(1938년)부터 조부모가 살던 경성부에서 조부모와 함께 살았으며, 경성아현국교(지금의 서울아현초등학교)의 5학년 여름 방학 시절(1945년 8월 15일)에, 경기도 가평군에서 휴양하던 중에 8·15 광복(을유 해방)을 목도하였다.
1978년 사극 영화 《세종대왕》과 1990년 사극 드라마 《파천무》, 2011년 사극 드라마 《공주의 남자》에서 절재 김종서 배역을 맡았다(모두 3회 동일 배역 연기). 1980년대 드라마 《무풍지대》, 《제2공화국》과 1990년대 드라마 《제3공화국》, 《코리아게이트》, 《삼김시대》 등을 비롯한, 5편의 정치 시대극 드라마에서는 해위 윤보선 전직 제4대 대통령 배역을 맡았다(모두 5회 동일 배역 연기).
한편 잠시 몇수년 동안의 전직 정치인(1992년 5월~1996년 5월 전직 제14대 무소속 1선 국회의원 역임 관련)으로의 행보를 짚어보자면, 1988년 민주정의당 소속으로 13대 국회의원 총선거에 출마했지만 낙선하고, 1992년 민주자유당 소속으로 14대 국회의원 총선거에 당선됐다.(제14대 초선 국회의원, 서울 중랑 갑, 1992년 5월~1996년 5월, 민주자유당→신한국당→무소속)
1991년 MBC TV의 주말연속극 《사랑이 뭐길래》에서 이대발(최민수 분)의 아버지 이병호 역할로 출연하여 엄격하고 냉정한 아버지상을 연기하였고, 이 작품의 배역 등으로 하여금, 역대 드라마 시청률 1위를 기록했다. 1999년 드라마 《허준》에서 허준의 스승 유의태 역할을 연기했다.
2006년부터 2007년까지 MBC TV의 일일 시트콤 《거침없이 하이킥》에 한의원을 운영하는 한의사 이순재 원장 역할로 출연하였다. 극중 야한 동영상을 즐겨봐 '야동 순재'라는 별명을 얻어 젊은 세대에게도 큰 인기를 얻었다. 《거침없이 하이킥》으로 2007년 MBC 방송연예대상에서 대상을 수상하였다. 배우로는 처음으로 연예대상을 수상하였고, 역대 연예대상 수상자들 중 최고령이다.
2007년에 방영한 MBC 월화 드라마인 사극 《이산》에서 냉정하고 카리스마 넘치는 왕인 영조 이금 역을 맡았다. 2007년 6월 10일 KBS의 《단박 인터뷰》에서 "연기력이 부족한 배우들이 무대에 오르는 것은 조련되지 않은 경마가 경주를 하는 일"이라고 지적했다. 2008년 드라마 《엄마가 뿔났다》에서 화장품 가게를 운영하는 할머니(전양자 분)와 황혼의 로맨스를 연기했다.
2009년 3월 《제6회 방송인 명예의 전당》에 헌정되었다.
2011년 2월부터 가천대학교 예술대학 연기예술학과 석좌교수로 재직 중이다.
2013년부터 tvN 《꽃보다 할배》를 통해 '순대장'이라는 별칭을 얻었다. 《꽃보다 할배》에서 백일섭 등과 스위스를 여행했을 때 유창한 독일어를 구사하였는데, 1950년대 중후반기의 대학 재학 시절에 서울대학교 문리과대학 문학부 철학과에서 독일어로 쓴 원서를 읽으며 공부했기 때문이라고 한다.

## 학력
- 경성아현공립국민학교 졸업
- 서울중학교 졸업
- 서울고등학교 전학 → 대전고등학교 전학 → 서울고등학교 졸업
- 서울대학교 문리과대학 문학부 철학 학사

## 경력
- 1971년: 제1대 연기자협회 회장
- 1981년: 민주정의당 창당발기인
- 민주정의당 문화예술분과위원회 부위원장 겸 의식개혁추진본부 중앙위원
- 민주정의당 서울특별시 지부 중랑구 갑 지구당위원장
- 민주자유당 서울특별시 지부 중랑구 갑 지구당위원장
- 민주자유당 정책위원
- 1992년 5월~1996년 5월: 제14대 국회의원(서울 중랑 갑 / 민주자유당→신한국당→무소속)
- 1993년: 민주자유당 당무위원 겸 부대변인
- 1995년~1996년: 신한국당 서울특별시 지부 중랑구 갑 지구당위원장
- 1998년: 대한적십자사 친선대사
- 1998년 8월: 세종대학교 예술대학 영화예술학과 석좌교수
- 사단법인 한국청소년 선도회 고문
- 한국지체장애자협회 서울 중랑구 지회 고문
- 전국부동산중개인협회 서울 중랑구 지회 고문
- 희망의 전화 고문
- 2005년: 하반기 국회의원 총선거 재보선 당시 열린우리당 이상수 경기 부천시 원미구 갑 국회의원 후보 후원회장
- 2006년~2008년: 민선 4기 서울특별시 홍보대사
- 2010년: 국민연금공단 홍보대사
- 2010년: 제5회 코리아드라마어워즈 홍보대사 겸 심사위원
- 2010년: 민선 5기 서울특별시 홍보대사
- 2010년: 제2회 서울문화예술대상 심사위원회 위원장
- 2011년 2월~: 가천대학교 예술대학 연기예술학과 석좌교수
- 2013년~: EK티쳐 원장
- 2015년 7월~2016년 7월: 제3기 국민대통합위원회 위촉위원
- 2024년: 꿈의 극단 홍보대사
- SG연기아카데미 원장
- 서울대학교 총동창회 자문위원

## 출연작
- 데뷔: 1956년 연극, 유진 오닐(Eugene O'Neill)의 《지평선 너머》

### 드라마, 시트콤
- 1962년 KBS 개국드라마 《나도 인간이 되련다》
- 1964년 TBC 일일연속극 《눈이 나리는데》(한운사 작, 국내 최초 일일연속극(주2~3회 방영))
- 1966년 TBC 금요드라마 《미스터 곰》
- 1966년 TBC 일요로맨스극장 《내 멋에 산다》
- 1970년 TBC 목요연속극 《아줌마》 ... 정구의 외삼촌 역
- 1970년 TBC 일일연속극 《아씨》
- 1970년 TBC 주간드라마 《딸》
- 1970년 TBC 수요연속극 《동경유학생》
- 1970년 TBC 주간드라마 《고독한 길》
- 1970년 TBC 반공드라마 《자유전선》
- 1972년 TBC 대하드라마 《사모곡》 ... 임사홍 역
- 1972년 TBC 토요드라마 《관부연락선》 ... 유태림 역
- 1973년 TBC 주간드라마 《길》 ... 도쿄 유학생 신상규 역
- 1973년 TBC 대하드라마 《연화》 ... 민 대감 역
- 1973년 TBC 일요연속극 《재혼》
- 1974년 TBC 일일연속극 《맏딸》
- 1974년 TBC 일일연속극 《추풍령》
- 1974년 TBC 대하드라마 《인목대비》 ... 조선 광해군 이혼 역
- 1974년 TBC 주간드라마 《사나이들》
- 1975년 TBC 추리드라마 《안개》
- 1975년 TBC 일일연속극 《행복의 조건》
- 1975년 TBC 대하드라마 《임금님의 첫사랑》 ... 김좌근 역
- 1976년 TBC 주간드라마 《천여화》
- 1977년 TBC 금요드라마 《연가》
- 1977년 TBC 주말연속극 《청실홍실》
- 1977년 TBC 대하드라마 《비바람 참이슬》
- 1977년 TBC 주말연속극 《그건 그려》
- 1978년 TBC 주말연속극 《시집갈때까지는》
- 1978년 TBC 주말연속극 《그리워》 ... 정년퇴임한 교장 선생님 역
- 1978년 TBC 대하드라마 《상노》
- 1978년 TBC 금요드라마 《겨울새》
- 1978년 TBC 주말연속극 《하얀 날개》
- 1979년 TBC 6.25 특집드라마 《어머니의 한》
- 1979년 TBC 일일연속극 《야! 곰례야》 ... 페인트공 박형석 역
- 1979년 TBC 주말연속극 《고독한 관계》
- 1979년 TBC 기념특집극 《대춘향전》 ... 변학도 역
- 1980년 TBC 8.15 특집극 《그땅의 사람들》
- 1980년 TBC 금요드라마 《아롱이 다롱이》
- 1980년 TBC 주말연속극 《축복》
- 1981년 KBS1 대하드라마 《대명》 ... 남이웅 역
- 1981년 KBS2 금요드라마 《옥동이》
- 1981년 KBS1 주간드라마 《두 여인》
- 1981년 KBS1 특집극 《모닥불》
- 1981년 KBS1 특집극 《코리아 환상곡》 ... 안익태 역
- 1981년 KBS2 성탄특집극 《우리에게 축복의 기도를》
- 1982년 KBS1 대하드라마 《풍운》 ... 헌의대원왕 이하응 역
- 1982년 KBS1 일일연속극 《보통 사람들》
- 1982년 KBS1 실화극장 《지금 평양에선》
- 1982년 KBS1 미니시리즈 《산하》
- 1983년 KBS1 일일연속극 《엄마는 바빠요》
- 1984년 KBS1 대하드라마 《독립문》 ... 송진사 역
- 1984년 KBS1 주간드라마 《TV 춘향전》
- 1984년 KBS1 백분드라마 《겨울에 심은 나무》 ... 해방신학의 권위자인 복직교수 역
- 1984년 KBS2 미니시리즈 《내 사랑 아직도 끝나지 않았네》
- 1985년 KBS1 대하드라마 《새벽》
- 1985년 KBS1 특집드라마 《찬란한 아침》
- 1985년 KBS2 주말연속극 《열망》 ... 삼천리 산업 창업주 역
- 1985년 KBS1 국군의 날 37주년 특별기획드라마 《오성장군 김홍일》 ... 안창호 역
- 1985년 KBS1 일일연속극 《은빛 여울》
- 1986년 KBS2 주말연속극 《그대의 초상》
- 1986년 KBS1 3.1절 특집드라마 《님의 침묵》 ... 이완용 역
- 1986년 KBS1 특집드라마  《초혼가》 ... 송우룡 역
- 1987년 KBS2 일일연속극 《사모곡》
- 1987년 KBS1 대하드라마 《이화》
- 1988년 KBS2 주간드라마 《제7병동》 ... 원장 역
- 1989년 MBC 정치드라마 《제2공화국》 ... 대한민국 제4대 대통령 윤보선 역
- 1989년 KBS2 일일연속극 《천명》
- 1989년 KBS1 특별기획드라마 《지리산》 ... 이현상 역
- 1990년 MBC 주말연속극 《배반의 장미》 ... 성혁 부 역
- 1990년 KBS2 월화드라마 《파천무》 ... 절재 김종서 역
- 1991년 KBS2 미니시리즈 《교토 25시》 ... 이시다 회장 역
- 1991년 MBC 주말연속극 《사랑이 뭐길래》 ... 이병호 회장 역
- 1991년 MBC 미니시리즈 《동의보감》 ... 유의태 역
- 1993년 MBC 특별기획 정치드라마 《제3공화국》 ... 대한민국 제4대 대통령 윤보선 역
- 1993년 SBS 월화드라마 《댁의 남편은 어떠십니까?》 ... 천태성 역
- 1994년 SBS 월화드라마 《작별》 ... 신욱 부 역
- 1994년 MBC 수목드라마 《야망》 ... 우 역관 역
- 1995년 KBS2 주말연속극《목욕탕집 남자들》... 김복동 역
- 1995년 SBS 미니시리즈 《코리아게이트》 ... 대한민국 제4대 대통령 윤보선 역
- 1996년 KBS2 일일연속극 《원지동 블루스》 ... 최익삼 역
- 1996년 SBS 아침연속극 《때로는 타인처럼》 ... 박 회장 역
- 1997년 SBS 주말극장 《꿈의 궁전》... 해강금속 창업주, 꿈의궁전 지배인 지원호 역
- 1997년 MBC 일일연속극 《욕망》 ... 송일영 역
- 1997년 MBC 일일연속극 《세 번째 남자》
- 1997년 MBC 청춘시트콤 《남자 셋 여자 셋》 ... 김창숙의 1929년생 친정아버지 김규휘 역 (목소리 출연)
- 1997년 MBC 미니시리즈 《예감》
- 1997년 SBS 아침연속극 《당신 뿐인데》 ... 허장갑 역
- 1997년 KBS2 추석특집극 《불붙는 난간》 ... 이정준 역
- 1998년 MBC 일일연속극 《보고 또 보고》 ...박봉학 교장 역
- 1998년 SBS 주말특별기획 《삼김시대》 ... 대한민국 제4대 대통령 윤보선 역
- 1998년 KBS2 미니시리즈 《킬리만자로의 표범》 ... 노 교수 역
- 1998년 MBC 일요아침드라마 《사랑밖엔 난 몰라》
- 1998년 SBS 드라마스페셜 《단단한 놈》 ... 소연의 할아버지 역
- 1999년 MBC 창사특별기획 《허준》 ... 허준의 스승 유의태 의원 역
- 1999년 KBS1 일일연속극 《사람의 집》 ... 심 주사 역
- 1999년 MBC 미니시리즈 《마지막 전쟁》 ... 지수 부 역
- 2000년 MBC 월요시트콤 《세 친구》 ... 안연홍 모 이수나가 라디오 청취하던 라디오 사극 드라마 성우(국왕이 공경하는 전직 영의정이자 원로대신) 역으로 목소리 출연
- 2000년 SBS 일일드라마 《자꾸만 보고싶네》 ... 김의경 역
- 2000년 MBC 미니시리즈 《신 귀공자》 ... 장회장 역
- 2000년 SBS 창사 10주년 특별기획 드라마 《덕이》 ... 박노인 역
- 2000년 MBC 월화드라마 《아줌마》 ... 장기백 역
- 2000년 SBS 3부작특집극 《은사시나무》
- 2001년 SBS 드라마스페셜 《수호천사》 ... 강 회장 역
- 2001년 MBC 창사40주년 특별기획드라마 《상도》 ... 송상 대방 박주명 역
- 2001년 MBC 단막극 《MBC 베스트극장 - 동행Ⅱ》 ... 정순택 역
- 2001년 SBS 주말극장 《그래도 사랑해》 ... 기현 부, 박 회장 역
- 2001년 KBS2 주말연속극 《동양극장》 ... 와께지마 역
- 2001년 SBS 일일드라마 《이 부부가 사는 법》 ... 기인종 역
- 2002년 SBS 대하드라마 《야인시대》 ... 사동옥 원 노인 역
- 2002년 KBS2 주말연속극 《내사랑 누굴까》 ... 김덕배 역
- 2002년 MBC 미니시리즈 《선물》 ... 유동욱 역
- 2002년 MBC 미니시리즈 《현정아 사랑해》 ... 김재화 역
- 2002년 KBS2 대하드라마 《장희빈》 ... 송시열 역
- 2002년 MBC 창사특집극 《너희가 나라를 아느냐》 ... 면암 최익현 역
- 2003년 KBS2 신년특집극 《벙어리 장갑》 ... 남식 역
- 2003년 KBS2 단막극 《드라마시티 - 낭랑 18세》 ... 권 진사 역
- 2003년 SBS 드라마스페셜 《요조숙녀》 ... 회장 역
- 2003년 KBS2 주말연속극 《진주 목걸이》 ... 준혁 부, 황만갑 역
- 2003년 SBS 일일드라마 《흥부네 박터졌네》 ... 부동산 투기 졸부 박만보 역
- 2003년 SBS 주말극장 《백수탈출》 ... 왕춘범 역
- 2004년 KBS2 월화 미니시리즈 《낭랑 18세》 ... 권 진사 역
- 2004년 MBC 수목 미니시리즈 《12월의 열대야》 ... 민태준 역
- 2004년 MBC 특별기획 대하드라마 《영웅시대》 ... 천태산의 할아버지 역
- 2004년 SBS 광복60년 대하드라마 《토지》 ... 김 훈장 역
- 2004년 KBS1 대하드라마 《불멸의 이순신》 ... 퇴계 이황 역
- 2005년 KBS1 일일연속극 《어여쁜 당신》 ... 장윤재 역
- 2005년 SBS 드라마스페셜 《루루공주》 ... 고덕수 회장 역
- 2005년 KBS2 월화 미니시리즈 《이 죽일 놈의 사랑》
- 2005년 SBS 2부작 특집극 《하노이 신부》 ... 일란 부 역
- 2006년 KBS2 월화 미니시리즈 《포도밭 그 사나이》 ... 이병달 역
- 2006년 KBS 드라마시티 《십분간, 당신의 사소한》
- 2006년 MBC 일일시트콤 《거침없이 하이킥》 ... 이순재 여성전문 한방병원[7] 원장 이순재 역
- 2007년 MBC 창사46주년 특별기획드라마 《이산》 ... 조선 제 21대 국왕 영조 이금 역
- 2007년 KBS2 미니시리즈 《꽃피는 봄이 오면》 ... 이재식 역
- 2008년 KBS2 주말연속극 《엄마가 뿔났다》 ... 나충복 역
- 2008년 MBC 수목 미니시리즈 《베토벤 바이러스》 ... 김갑용 역
- 2008년 MBC 일일연속극 《사랑해, 울지마》 ... 한규일 역
- 2009년 MBC 창사48주년 특별기획드라마 《선덕여왕》 ... 신라 제24대 태왕 진흥왕 역
- 2009년 SBS 가정의 달 특집극 《천국의 아이들》
- 2009년 MBC 일일시트콤 《지붕뚫고 하이킥》 ... 이순재 F&B 사장 이순재 역
- 2009년 SBS 추석특집극 《아버지, 당신의 자리》 ... 역무원 이성복 역
- 2010년 SBS 월화드라마 《별을 따다줘》 ... 정국 역
- 2010년 MBC 주간드라마 《처방의 고수》
- 2010년 SBS 월화드라마 《커피하우스》 ... 할아버지 역
- 2010년 SBS 드라마스페셜 《대물》 ... 백성민 대통령 역
- 2010년 SBS 가정의 달 특집극 《사랑의 기적》 ... 인공와우전문의와 심장전문의 역
- 2010년 MBC 주말특별기획드라마 《욕망의 불꽃》 ... 김태진 회장 역
- 2011년 KBS2 미니시리즈 《공주의 남자》 ...김종서 역
- 2011년 MBC 주말연속극 《천 번의 입맞춤》 ... 장병두 회장 역
- 2011년 MBC 미니시리즈 《마이 프린세스》 ... 박동재 역
- 2012년 TV조선 미니시리즈 《한반도》 ... 강대현 역
- 2012년 MBC 수목 미시리즈 《더킹 투하츠》 ... 대한민국 왕실 비서실장 은규태 역
- 2012년 SBS Plus 미니시리즈 《그대를 사랑합니다》 ... 김만석 역
- 2012년 MBC 창사특별기획 《마의》 ... 고주만 역
- 2012년 JTBC 주말드라마 《무자식 상팔자》 ... 안호식 역
- 2013년 SBS 일일드라마 《못난이 주의보》 ... 나상진 역
- 2013년 tVN 시트콤 《감자별 2013QR3》 ... 노송 역
- 2014년 tvN 금요드라마 《꽃할배 수사대》 ... 이준혁 역
- 2014년 MBC 단막극 《드라마 페스티벌 - 터닝포인트》 ... 본인 역
- 2014년 KBS2 미니시리즈 《왕의 얼굴》 ... 백경 역
- 2015년 KBS2 수목드라마 《착하지 않은 여자들》 ... 김철희/양미남 역
- 2015년 MBC 주말드라마 《여자를 울려》 ... 강태환 역
- 2015년 MBC 수목드라마 《밤을 걷는 선비》 ... 현조 역
- 2015년 SBS 월화드라마 《육룡이 나르샤》 ... 조선 환조(조선 태조의 부왕)이자춘 역
- 2016년 SBS 주말드라마 《그래, 그런거야》 ... 유종철 역
- 2017년 MBC 주말특별기획 《돈꽃》 ... 장국환 역
- 2018년 tvN 토일드라마 《라이브》 ... 양촌 부 역
- 2019년 JTBC 금토드라마 《리갈 하이》 ... 구세중 역
- 2019년 tvN 불금드라마 《쌉니다 천리마마트》 ... 김대마 역
- 2020년 KBS 2TV 수목드라마 《도도솔솔라라솔》 ... 김만복 역
- 2021년~2022년 MBC 금토드라마 《옷소매 붉은 끝동》 ... 노인 역 (특별출연)
- 2022년 SBS 드라마 《어게인 마이 라이프》 ... 우용수 역 (특별출연)
- 2022년 tvN 월화드라마 《연예인 매니저로 살아남기》 ... 이순재 역
- 2023년 tvN 월화드라마 《패밀리》 ... 권웅수 역
- 2023년 tvN 단막극 《O'PENing - 산책》 … 차순재 역
- 2024년 KBS 2TV 수목드라마 《개소리》 ... 이순재 역

### 영화
- 1965년 《밤은 말이 없다》
- 1966년 《초연》
- 1966년 《오늘은 왕》
- 1966년 《종점》
- 1967년 《막차로 온 손님들》
- 1967년 《개살구도 살구냐》
- 1967년 《기적》
- 1967년 《나그네 임금》
- 1967년 《단발머리》
- 1967년 《대괴수 용가리》 ... 박사 역
- 1967년 《동심초》
- 1967년 《망향천리》
- 1967년 《문정왕후》
- 1967년 《상감마마 미워요》
- 1967년 《안개 낀 초원》
- 1967년 《이조잔영》
- 1967년 《하얀 까마귀》
- 1967년 《한》
- 1967년 《메밀꽃 필 무렵》
- 1967년 《해방동이》
- 1968년 《괴담》
- 1968년 《딸》
- 1968년 《몽녀》 ... 성우 역
- 1968년 《미워하지 않겠다》
- 1968년 《나무들 비탈에 서다》
- 1968년 《로맨스 마마》
- 1968년 《미로》 ... 이민 역
- 1968년 《밀명》
- 1968년 《밤하늘의 트럼펫》
- 1968년 《순정산하》
- 1968년 《언니의 일기》
- 1968년 《영원한 모정》
- 1968년 《일식》
- 1968년 《지금 그 사람은》
- 1968년 《천하호걸 김선달》
- 1968년 《추정》
- 1968년 《출세가도》
- 1969년 《상해 임시정부》
- 1969년 《꽃버선》
- 1969년 《내 생애에 단 한번만》
- 1969년 《눈 나리는 밤》
- 1969년 《돌아온 선창》
- 1969년 《물망초》
- 1969년 《마인》
- 1969년 《미녀 홍낭자》
- 1969년 《바람》
- 1969년 《상처》
- 1969년 《상해 탈출》
- 1969년 《성녀와 마녀》
- 1969년 《시발점》
- 1969년 《어느 하늘 아래서》
- 1969년 《요화 장록수》
- 1969년 《원》
- 1969년 《윤심덕》
- 1969년 《지하실의 7인》
- 1969년 《청춘을 다 바쳐》
- 1969년 《춘원 이광수》
- 1969년 《피도 눈물도 없다》
- 1969년 《하늘을 보고 별을 따고》
- 1969년 《형》
- 1969년 《사화산》
- 1970년 《세조대왕》
- 1970년 《거북이》
- 1970년 《당신이 미워질 때》
- 1970년 《방에 불을 꺼주오》
- 1970년 《시아버지》
- 1970년 《이별없이 살았으면》
- 1970년 《타인의 집》
- 1970년 《팔도 며느리》
- 1970년 《한 많은 남아일생》
- 1970년 《지하여자 대학》
- 1971년 《그대 가슴에 다시 한번》
- 1971년 《분례기》
- 1971년 《형 2》
- 1972년 《여고시절》
- 1972년 《판사 부인》
- 1972년 《모정에 우는 두 아들》
- 1974년 《증언》
- 1974년 《토지》
- 1974년 《공포의 숨소리》
- 1974년 《너와 나 그리고 또 하나》
- 1974년 《위험한 사이》
- 1974년 《악마의 제자들》
- 1974년 《죽장검》
- 1974년 《실록 김두한》
- 1975년 《본능》
- 1975년 《연화》
- 1975년 《연화 2》
- 1975년 《십년만의 외출》
- 1975년 《10대의 영광》
- 1975년 《애종》
- 1975년 《창수의 전성시대》
- 1975년 《탈출》
- 1975년 《황토》
- 1975년 《청춘극장》
- 1976년 《서북청년》
- 1976년 《내 마음 나도 몰라》
- 1976년 《어머니》
- 1976년 《정말 꿈이 있다구》
- 1976년 《집념》
- 1977년 《사랑의 계절》
- 1977년 《남궁동자》
- 1977년 《아리랑아》
- 1977년 《여기자 20년》
- 1977년 《저 높은 곳을 향하여》
- 1978년 《고가》
- 1978년 《세종대왕》 ... 김종서 역
- 1979년 《하늘아래 슬픔이》
- 1979년 《오빠하고 누나하고》
- 1979년 《비목》
- 1979년 《사랑의 조건》
- 1979년 《광염 소나타》
- 1979년 《밤의 찬가》
- 1979년 《을화》
- 1979년 《하늘나라에서 온 편지》
- 1979년 《O양의 아파트 2》
- 1980년 《영원한 유산》
- 1980년 《화려한 경험》
- 1980년 《잊어야 할 그사람》
- 1980년 《아낌없이 바쳤는데》
- 1981년 《사람의 아들》
- 1984년 《가고파》
- 1984년 《평화의 길》
- 1986년 《젖은 풀 젖은 잎》
- 1987년 《영점구일칠》
- 1987년 《물망초》
- 1989년 《밀월》 ... 민 차관 역
- 2005년 《파랑주의보》 ... 김만금 역
- 2006년 《모두들, 괜찮아요?》 ... 민경 부, 원조 역
- 2006년 《음란서생》 ... 윤서 부 역(특별출연)
- 2006년 《엄마의 장국집》
- 2007년 《사랑은 쉬지 않는다》
- 2009년 《업》 ... 칼 프레드릭슨 목소리 역(더빙)
- 2009년 《굿모닝 프레지던트》 ... 대통령 김정호 역
- 2010년 《그대를 사랑합니다》 ... 김만석 역
- 2011년 《로맨틱 헤븐》 ... 하느님 역
- 2013년 《구하라》
- 2013년 《저스틴》 ... 순블루처 목소리 역 (더빙)
- 2014년 《들개》
- 2017년 《아티스트: 다시 태어나다》 ... 박중식 역
- 2018년 《덕구》 ... 덕구 할배 역
- 2018년 《완벽한 타인》 ... 영배 아버지 (목소리) 역
- 2019년 《로망》 ... 조남봉 역
- 2020년 《미스터 주: 사라진 VIP》 ...햄스터(씨발년) 역
- 2022년 《안녕하세요》 ...인수 역
- 2024년 《대가족》 ... 큰 스님 역(특별출연)

### 연극
- 《시라노》
- 《베케트》
- 《말괄량이 길들이기》
- 《천사여 고향을 돌아보라》
- 《사랑별곡》... 박씨
- 《늙은 부부 이야기》... 박동만 역
- 《라이프 인 더 씨어터》... 선배님 역
- 《하얀 중립국》...
- 《아버지》... 아버지 역
- 《사랑해요 당신》... 한상우 역
- 《사랑별곡》... 박씨
- 《돈키호테》... 돈키호테 역
- 《유민가》... 운제 역
- 《헤이그 1907》... 예술감독
- 《시련》... 연출
- 《갈매기》... 예술감독
- 《법대로 합시다!》... 빈선택 역, 스님 역
- 《세일즈맨의 죽음》... 아서 밀러 원작, 사회 비극 갈래, 윌리 로맨 역[8]
- 《이순재 청춘특강》... 이순재
- 《협력자들》... 라그랑주 역, 예술감독
- 《황금연못》... 노만 역
- 《순이삼촌》... 예술감독
- 《시련》... 댄포스 부지사 역
- 《그대를 사랑합니다》 ... 김만석 역
- 《앙리할아버지와 나》 ... 앙리 역
- 《장수상회》... 김성칠 역
- 《망자 죽이기》... 예술감독
- 《동굴가족》 ... 왕 역, 예술감독
- 《리어왕》 ... 셰익스피어 원작, 그리스 비극의 전통(주인공이 인간의 교만(휘브로스)로 인해 몰락하는 내용)을 이은 비극 갈래, 리어 역, 예술감독[9]
- 《바람, 다녀가셔요 - 수원》 ... 박씨 역
- 《아트》... 마크 역
- 《위선자 따르뛰프》... 예술감독
- 《갈매기》... 연출, 쏘린 역

## 연기 외 활동

### 광고
- 1971년 일양약품 노루모
- 1980년 동서식품 맥심
- 1983년 인구보건복지협회 가족계획 캠페인
- 1984년 LG전자 전자식VTR
- 1984년 일양약품 노이시린겔
- 1985년 종근당 제스탄
- 1986년 삼성전자 센서크리스탈
- 1986년 아모레퍼시픽 오가디
- 1986년 동화약품 알파 활명수 (Feat. 김혜영)
- 1987년 아남그룹 기업PR
- 1987년 양지사 양지다이어리
- 1988년 코카콜라 하이C
- 1989년 동방제약 징코민
- 1990년 사조해표 로하이참치
- 1990년 태영건설 태영 아파트 (지면 광고로 출연)
- 1992년 서울특별시 쓰레기분리수거 캠페인
- 1992년 삼성전자 가스오븐레인지 듀오
- 1994년 웅진코웨이 코웨이 정수기
- 1994년 롯데백화점
- 1997년 광동제약 광동 우황청심원
- 1998년 한독 케토톱
- 1998년 국민연금관리공단
- 1999년 한국투자증권
- 1999년 대한적십자사 적십자회비
- 2000년 한국인삼공사 정관장
- 2000년 한국전력
- 2000년 현대약품 무스콜
- 2000년~2008년 동국제약 인사돌
- 2001년 서해종합건설
- 2002년 해피의료기
- 2004년 스타키보청기
- 2006년 KFC 허브갈릭치킨
- 2006년 라이나 생명[10]
- 2007년 LG카드 LG스타일카드
- 2007년 롯데웰푸드 돼지바
- 2007년 교원L&C 월스정수기
- 2008년 산청군청 산청한방약초축제
- 2008년 효원라이프상조
- 2008년 문화체육관광부
- 2010년 천호식품
- 2011년 광동제약 힘찬하루헛개차(나레이션)
- 2011년 농심 소고기짜장면
- 2011년 동서식품 오레오
- 2013년 LG유플러스 TV G
- 2013년 넷마블 모두의마블
- 2013년 효원상조
- 2013년 귀뚜라미보일러
- 2013년 농심 입친구
- 2014년 오천콜 대리운전(라디오)
- 2015년 넷마블 세븐나이츠
- 2017년 산타토익
- 2018년 한국야쿠르트 발효홍삼 원기진액 - 홍삼위에 홍상 편 (with 신구)
- 2018년 OK그룹 OK저축은행 - 영웅의 퇴장 편
- 2018년 동아제약 클리덴트 - 이순재의 '반가운 뉴스'편
- 2018년 맘스터치 인크레더블버거
- 2021년 방송통신위원회 팩트체크
- 2021년 소녀×헌터
- 2023년 공익광고협의회 공동체 의식 캠페인

### 기타
- 《가족오락관》(1994년) - 게스트
- 《체험 삶의현장》(1996년) - 게스트
- 《TV는 사랑을 싣고》(1996년, 2020년) - 게스트
- 《도전 지구탐험대》(1998년) - 게스트
- 《연대기(年代記)-100인의 전설》(2010년) - MC
- 《SNL 코리아》(2012년) - 특별출연
- 《꽃보다 할배》(2013년)
- 《삼시세끼》 (2014년) - 게스트
- 《KBS대전 과학다큐 스페셜 '위대한 유산》 (2017년)
- 《아이돌학교》(2017년) - 교장
- 《집사부일체》(2018년)
- 《미운 우리 새끼》(2020년) - 게스트
- 《갓파더》(2021년)
- 《다큐플렉스 청춘다큐 거침없이 하이킥》(2021년, MBC)

## 수상
- 1966년 제2회 백상예술대상 연극부문 연기상
- 1968년 제11회 부일영화상 신인남우상
- 1970년 TBC 연기대상 대상 《아씨》
- 1970년 제6회 백상예술대상 연극부문 애독자인기상
- 1971년 제7회 백상예술대상 연극부문 애독자인기상
- 1972년 제15회 부일영화상 남우주연상 《분례기》
- 1972년 제8회 백상예술대상 연극부문 애독자인기상
- 1974년 제10회 백상예술대상 연극부문 애독자인기상
- 1974년 TBC 연기대상 남자 주연상 《연화》, 《사나이들》
- 1977년 제13회 백상예술대상 영화부문 남자 최우수연기상 《집념》
- 1979년 TBC 연기대상 특별공로상
- 1982년 제9회 한국방송대상 TV연기상 《풍운》
- 1984년 제11회 KBS 우수프로그램평가상 연기상 《겨울에 심은 나무》
- 1996년 KBS 연기대상 공로상 《목욕탕집 남자들》, 《원지동 블루스》
- 2000년 MBC 연기대상 연기자부문 특별상 《허준》
- 2000년 SBS 연기대상 공로상
- 2002년 보관문화훈장(3등급)
- 2002년 MBC 명예의 전당
- 2003년 SBS 연기대상 연속극부문 남자 연기상 《흥부네 박터졌네》
- 2007년 제1회 엠넷 20's Choice 베스트 캐스팅상 《거침없이 하이킥》
- 2007년 MBC 연기대상 사극부문 황금연기상 《이산》
- 2007년 MBC 방송연예대상 대상 (무한도전팀과 공동 수상) 《거침없이 하이킥》
- 2007년 제8회 대한민국 영상대전 탤런트부문 포토제닉상 《거침없이 하이킥》
- 2007년 제1회 코리아 드라마 어워즈 공로상 《거침없이 하이킥》
- 2007년 제41회 납세자의 날 동대문세무서장 표창
- 2008년 제6회 인물대상 대중예술대상
- 2008년 MBC 연기대상 PD상 《베토벤 바이러스》
- 2009년 제45회 백상예술대상 공로상
- 2009년 제9회 대한민국청소년영화제 원로배우부문 인기영화인상
- 2009년 MBC 방송연예대상 공로상 《지붕뚫고 하이킥》
- 2010년 제1회 서울문화예술대상 문화예술인부문 대상
- 2010년 제10회 대한민국청소년영화제 원로배우부문 인기영화인상
- 2011년 제20회 금계백화장영화제 외국영화부문 남우주연상 《그대를 사랑합니다》
- 2011년 제11회 대한민국청소년영화제 원로배우부문 인기영화인상
- 2011년 대한민국 CEO 그랑프리 특별상 문화CEO부문
- 2012년 제1회 에이판 스타 어워즈 공로상
- 2015년 제10회 골든티켓어워즈 연극 남자배우상
- 2016년 제1회 tvN Awards 예능아이콘상(신구, 박근형, 백일섭 공동 수상) 《꽃보다 할배》
- 2017년 제27회 이해랑연극상 특별상
- 2018년 대한민국지식기업인 문화부문 대상
- 2018년 제13회 골든티켓어워즈 인기상
- 2018년 제13회 골든티켓어워즈 연극 남자배우상
- 2018년 제9회 대한민국 대중문화예술상 은관문화훈장(2등급)
- 2018년 제18회 대한민국청소년영화제 원로배우부문 인기영화인상 《덕구》
- 2018년 제7회 대한민국 베스트 스타상 베스트 주연상 《덕구》
- 2019년 제14회 골든티켓어워즈 연극 남자배우상
- 2019년 제39회 황금촬영상 공로상
- 2019년 제3회 안양신필름예술영화제 중견배우상 《로망》
- 2019년 제19회 대한민국청소년영화제 원로배우부문 인기영화인상 《로망》, 《완벽한 타인》
- 2019년 제27회 대한민국 문화연예대상 문화연예대상
- 2020년 브랜드 고객충성도 대상 국민배우 남자부문
- 2022년 제16회 골든티켓어워즈 연극 남자배우상
- 2023년 신스틸러 페스티벌 in 문경 특별공로상
- 2023년 제13회 아름다운예술인상 시상식 공로상
- 2023년 KBS를 빛낸 50인
- 2024년 KBS 연기대상 베스트 커플상 《개소리》
- 2024년 KBS 연기대상 대상 《개소리》
- 2025년 제37회 한국PD대상 탤런트부문 출연자상 《개소리》

## 역대 선거 결과
|  | 31.40% |

|  | 48.71% |

## 논란

### 전직 매니저 관련  파문
2020년 6월 이순재의 전직 매니저 김모가 《SBS 8 뉴스》의 인터뷰를 통해 "두 달 간 주당 평균 55시간을 추가수당 없이 일했으며 쓰레기 분리수거, 생수통 운반, 신발 수선 등 이순재 가족의 허드렛일을 하며 머슴살이를 했다"고 주장했다. 4대 보험 미가입 문제를 제기하자 부당해고를 당했다고도 했다. 이순재는 "아내가 힘든 게 있으면 부탁하고 그랬던 것 같다. 무슨 일이 있었을 때 약속 시각에 늦지 말라고 지적했는데 그런 게 좀 겹쳤던 모양이다. 나는 한 번도 사람 잘라본 적도 없고 막말한 적도 없다"고 해명했다. 그는 이어 "오히려 매니저는 회사(SG연기아카데미)에서 채용했다. 보험 문제를 얘기하길래 '어디까지나 네 권리인데 도대체 왜 얘기 안 하고 들어왔냐, 문제 생기면 속히 얘기하라'고 했다"며 "회사는 아무리 내가 원장으로 있지만 나도 월급 받는다. 주식 한 푼도 갖고 있지 않다"고 해명했다. 또한 "김 씨가 중앙노동위원회에 제소해 결과를 기다리고 있다. 그 결론을 보고 조치할 건 하겠다"고 덧붙였다.

## 가족
- 부: 이용남(1908~1970), 모: 전분녀(1913~2008)
- 배우자: 최희정(1940~) 1966년 결혼
- 자녀: 1남 1녀

## 소속 정당
| 소속 정당 | 소속 정당  | 소속 기간 | 비고           |
| --------- | ---------- | --------- | -------------- |
|           | 민주정의당 | 1981~1990 | 창당 정계 입문 |
|           | 민주자유당 | 1990~1995 | 합당           |
|           | 신한국당   | 1995~1996 | 당명 변경      |
|           | 무소속     | 1996~현재 | 탈당 정계 은퇴 |

## 같이 보기
- 중랑구 갑
- 서울 중랑구의 국회의원